# Риманова информационная метрика
Риманова информационная метрика (англ. Riemann information metric) — единственная с точностью до постоянного множителя риманова метрика на совокупностях распределений вероятностей, инвариантная относительно статистических решающих правил категории. Для двух распределений вероятностей {\displaystyle P} и {\displaystyle Q} на одном и том же измеримом пространстве элементарных исходов {\displaystyle (\Omega ,{\mathfrak {A}})} риманова информационная метрика задается сферическим расстоянием Бхаттачария — Рао:
{\displaystyle s(P,Q)=2\arccos \int _{\Omega }^{}{\sqrt {P(d\omega )Q(d\omega )}}}.
В частности, если распределения имеют плотности соответственно {\displaystyle p(x)} и {\displaystyle q(x)}, где {\displaystyle x\in X\subseteq R}, тогда
{\displaystyle s(P,Q)=2\arccos \int _{X}^{}{\sqrt {p(x)q(x)}}dx}.
Аналогично в дискретном случае:
{\displaystyle s(P,Q)=2\arccos \sum _{i=1}^{n}{\sqrt {p_{i}q_{i}}}}, где {\displaystyle n=|\Omega |}.
Локально риманова информационная метрика определяется количеством информации по Фишеру: для гладкого семейства
{\displaystyle \{P_{t}|\,t\in \Theta \subseteq R^{k}\}\subset \operatorname {cap} (\Omega ,{\mathfrak {A}})}
в точке {\displaystyle P_{\theta }} имеет место
{\displaystyle ds^{2}=\sum _{i,j}^{k}dt^{i}dt^{j}I_{ij}(\theta )},
где {\displaystyle I_{ij}(\theta )} — элементы информационной матрицы Фишера.
Несмотря на данное свойство метрики Бхаттачария — Рао, в теоретических исследованиях она играет менее важную роль, чем дивергенция Кульбака — Лейблера.